# Свети Архангел Михаил (православна църква във Варна)
Вижте пояснителната страница за други значения на Свети Архангел Михаил.
 Тази статия е за православната църква.  За католическата църква вижте Свети Архангел Михаил (католическа църква във Варна).  
„Свети Архангел Михаил“ е православна църква във Варна, първият български храм в града.

## История

### Училище на Варненската българска община
Българското Възраждане във Варна се проявява от 1860 г. като следствие от църковния въпрос и в частност Великденската акция от 3 април 1860 г. в Цариград. Шепата варненски граждани от български произход – около 35 – 50 къщи, подирват за първи път своите национални права, едно от които е правото на образование. Към българската общност се числят Сава Георгиевич, Янаки Жеков, хаджи Стамат Сидеров, Г. Х. Иванов, Христо Попович, Велико Христов, Янко Славчев, Ст. Николов, Х. Д. Василев, В. Стойков, Хр. Иванов, Юрдан Тодоров, Недю Василев, Петко Василев, П. Д. Павлов, Гани Тодоров, Петър Стоянов, Вълчо Станчов, Боню Василев, Георги Унджи, Ради Бакърджиев, Коста Димитров, Ради Трифонов, Стоян Николов, Стоян Василев, Недялко Абаджи, Ангел Георгиевич, Ст. Костадинов, Спас Димитров, хаджи Иван Тодоров, Ян. Прагматаров, Злати А. Чорбаджи, Кирил Патриков, Анд. Недялков, Ради Унджи, Т. х.Паскалов, Н. Ангелов, Г. Х.·Попов, А. Д. Астарджиев, П. Н. Меджедели, Ст. Иванов, Ив. Ив. Давидов, Райно Пенков, Георги Цвятков, Кръстю Манов и Райко Николов. Те изпращат прошение до П. Р. Славейков в Търново да им бъде изпратен български учител, който да ползва и гръцки език. На писмото им откликва Константин Арабаджиев от Горна Оряховица и първото българско училище във Варна отваря на 19 август 1860 година в къщата на Балтаджи Пейко, наета за 1200 гроша.

### Църква
Сградата, където днес се помещава църквата, започва като училище през 1862 г., наречено Българско централно училище. Мястото за строежа е купено за 15 772 гроша с волни пожертвования на жители на града, околните села и Русия, сред кпоито са Петър Берон и Александър Рачински. Строежът на двуетажната сграда среща съпротивата на местната гагаузка общност, но в крайна сметка църквата е осветена от Варненския митрополит Порфирий. През 1865 г. първият етаж на сградата е преустроен в храм с името на Свети Архангел Михаил, който става първият с литургии на български език във Варна. По това време българите са само малка част от населението на града и в църквите се служи на гръцки език. Първоначално в църквата се служи на църковнославянски език. През 1870 г., благодарение на инициативата на Янко Славчев, Константин Тюлев и Димитър Станчев, българите откриват и свое читалище в сградата, наречено „Възрождение“. На 27 юли 1878 г. българското население в града посреща в черковния двор освободителите на града – 14-и брянски полк на руската армия, начело с генерал Столипин. На 9 август 1978 г. свещеник Христо Върбанов отслужва благодарствен молебен в църквата по случай Освобождението на Варна.
След Освобождението църквата продължава да е основен духовен център на българите в района до построяването на катедралния храм „Успение Богородично“ през 1885 г. Църквата „Св. Архангел Михаил“ е осветена на 21 ноември 1938 г. от Варненския и Преславски митрополит Йосиф заедно с гостуващия във Варна тогава Пловдивски митрополит Кирил, по-късно и патриарх Български.
Под социалистическата власт, през 1959 г. църквата е превърната в Музей на Възраждането (обособен в друга сграда). През май 2002 г. църквата възстановява редовната си духовна дейност и е организирана като епархийски духовно-просветен център. В този центъра се провеждат беседи по темите на православната вяра и църковния живот. Провежда се неделно училище.

## Архитектура
Църквата е поместена в приземния етаж на сграда, която впоследствие е преустроена за храм. Помещението е с ориентация изток-запад, олтарът е разположен в източната му част, а входът е от запад. Олтарното пространство е отделено от условния наос с дъсчен иконостас. Около църквата е създадена градина с чешма във възрожденски стил.
В двора на църквата се намират гробовете на духовника и учител Константин Дъновски и на кмета на Варна Янко Славчев.

## Галерия
- Снимка от периода 1851–1870 г.
- Иконостасът на църквата
- Иконата на Св. Николай
- Камбанарията
- Гробът на Константин Дъновски
- Надгробният паметник на Янко Славчев